# Bernhard Müller (Politiker, 1905)
Bernhard Wilhelm Müller (* 27. Februar 1905 in Stuttgart; † 28. März 2001 ebenda) war ein deutscher Politiker der CDU sowie Chemieunternehmer.

## Leben

### Familie und Ausbildung
Der evangelisch getaufte Bernhard Müller, Sohn des Direktors der Firma Paul Lechler in Stuttgart Karl Müller (1872–1957) sowie dessen Ehefrau Hilde geborene Schöll (1878–1960), besuchte das Eberhard-Ludwigs-Gymnasium. Im Anschluss absolvierte er eine kaufmännische Ausbildung in seiner Heimatstadt. Der verheiratete Bernhard Müller, Vater von drei Töchtern sowie vier Söhnen, war der Bruder des Stuttgarter Oberkirchenrats Manfred Müller (1903–1987) sowie des einflussreichen Theologen im Deutschland der Nachkriegszeit Eberhard Müller (1906–1989). Müller verstarb Ende März 2001 im hohen Alter von 96 Jahren in seiner Geburtsstadt Stuttgart.

### Berufliche Laufbahn
Bernhard Müller war nach Abschluss seiner Berufsausbildung in seiner Heimatstadt Stuttgart angestellt, 1926 übersiedelte er in die USA, dort war er als Kaufmann tätig. 1935 kehrte Bernhard Müller nach Stuttgart in seinen erlernten Beruf zurück, 1946 wurde ihm die Geschäftsführung der Lechler Firmengruppe in Stuttgart übertragen, 1976 zog er sich altersbedingt aus dieser Funktion zurück. Bernhard Müller amtierte in den Jahren 1946 bis 1949 als Vorsitzender des Verbandes der Chemischen Industrie, Württemberg-Baden.

### Politische Funktionen
Bernhard Müller zählte im Jahre 1945 zu den Gründungsmitgliedern der CDU Württemberg-Baden. In den Jahren 1946 bis 1947 gehörte er der Verfassunggebenden Landesversammlung an. Müller wurde im Jahre 1946 in den Landtag von Württemberg-Baden gewählt, 1950 schied er aus. Im Jahre 1968 erfolgte seine Wahl in den Landtag von Baden-Württemberg, 1972 trat er zurück.